# Oscar a Lucinda
Oscar a Lucinda (v anglickém originále Oscar and Lucinda) je britsko-americko-australský dramatický film z roku 1997. Režisérkou filmu je Gillian Armstrong. Hlavní role ve filmu ztvárnili Ralph Fiennes, Cate Blanchett, Ciarán Hinds, Tom Wilkinson a Richard Roxburgh.

## Ocenění
Janet Patterson byla za kostýmy k tomuto filmu nominována na Oscara. Film dále získal 10 ocenění a 6 nominací.

## Obsazení
| Ralph Fiennes    | Oscar Hopkins       |
| Cate Blanchett   | Lucinda Leplastrier |
| Ciarán Hinds     | Dennis Hasset       |
| Tom Wilkinson    | Hugh Stratton       |
| Richard Roxburgh | pan Jeffries        |
| Clive Russell    | Theophilius         |
| Bille Brown      | Percy Smith         |
| Josephine Byrnes | Miriam Chadwick     |
| Geoffrey Rush    | vypravěč            |